# Унгалаак, Натар
Натар Унгалаак (англ. Natar Ungalaaq) — канадский актёр, режиссёр и скульптор, представитель коренного населения самой крупной канадской территории Нунавут. Известен своими ролями в фильмах «Быстрый бегун» 2001 года и «То, что необходимо для жизни» 2008 года. Является продюсером телевизионной вещательной компании «Inuit Broadcasting Corporation», нацеленной на инуитское население Нунавута.

## Биография
Известно, что Натар Унгаллак был художественным резчиком и приятелем Захариаса Кунука, с которым они в 1981 году продавали свои изделия ручной работы, чтобы купить первую видеокамеру и основать вещательную компанию в сообществе инуитов, где даже не было телевизоров. 
Резьбой Натар занимался с 9—10 лет, используя инструменты своего деда. Ему скульптура из мыльного камня, посвященная эскимосской богине Седне (Седна с гребнем, 1985 года), выставлена в Национальной галерее Канады.
В 2016 году Унгалаак дебютировал в качестве режиссёра, работая вместе с Кунуком над фильмом «Искатели». Сценарий фильма был написан ими совместно с их коллегой по предыдущим фильмам Норманом Коном. 

## Фильмография
| Год  |    | Русское название             | Оригинальное название                              | Роль                             |
| ---- | -- | ---------------------------- | -------------------------------------------------- | -------------------------------- |
| 1994 | ф  | Нанук                        | Kabloonak                                          | Mukpullu                         |
| 1994 | тф |                              | Frostfire                                          | Инуит / Inuit                    |
| 1994 | ф  | Испытание дружбы             | Trial at Fortitude Bay                             | Томми / Tommy                    |
| 1998 | тф | Слава и честь                | Glory & Honor                                      | Ута / Ootah                      |
| 2001 | ф  | Быстрый бегун                | Atanarjuat: The Fast Runner                        | Атанаръюат / Atanarjuat          |
| 2004 | тф | Убийство во сне              | Sleep Murder                                       | Джимми Тарник / Jimmy Tarniq     |
| 2006 | ф  | Дневники Кнуда Расмуссена    | The Journals of Knud Rasmussen                     | Нугаллак / Nuqallaq              |
| 2008 | ф  | То, что необходимо для жизни | Ce qu'il faut pour vivre (The Necessities of Life) | Тиви / Tiivii                    |
| 2013 | мф | Сарила: Затерянная земля     | La Légende de Sarila (The Legend of Sarila)        | Укпик, озвучка / Ukpik           |
| 2011 | с  | Штаты будущего               | Futurestates                                       | Сику / Siku                      |
| 2013 | ф  | Майна                        | Maïna                                              | Тадио / Tadio                    |
| 2016 | ф  | Икалуит                      | Iqaluit                                            | Ноа / Noah                       |
| 2016 | ф  | Искатели                     | Maliglutit (Searchers)                             | Сорежиссёр                       |
| 2017 | ф  |                              | The Grizzlies                                      | Пит / Pete                       |
| 2017 | с  | Граница                      | Frontier                                           | Инуитский охотник / Inuit hunter |
| 2021 | с  | Северные воды                | The North Water                                    | Старик-эскимос / Old inuit       |

## Награды
- 2001 год — приз «Кинофестиваля американских индейцев[англ.]» в категории Лучший актёр за фильм «Быстрый бегун»[3].
- 2009 год — за фильм «То, что необходимо для жизни[фр.]» премии:
  - «Джини» за лучшую мужскую роль[4];
  - «Jutra Awards[англ.]» в категории Лучший актёр[5];
  - Сообщества кинокритиков Ванкувера[англ.] в категории Лучший актёр Канадского фильма[6].
- 2009 год награда от Nunavut Film Development Corporation за значительный вклад в развитие телевидения и кинокомпании Нунавута[7].
- 2016 год — премия ImagineNATIVE Film + Media Arts Festival[англ.] в номинации Лучшее кино на языке коренных народов (англ. Best Indigenous Language Production) за «Искателей[англ.]»[8].
- 18 января 2018 года были анонсированы кандидаты на премию Canadian Screen Awards[англ.] за 2017 год (награждение запланировано на 11 марта 2018 года[9]), где Унгалаак представлен в категории Лучший актёр второго плана в «Икалуите[англ.]»[10].